# Rekurrenz (Medizin)
Als Rekurrenz (von lateinisch recurrere „zurücklaufen“) bezeichnet man in der Medizin das Wiederauftreten einer Erkrankung oder eines Krankheitssymptoms. Häufiger wird jedoch der Begriff Rezidiv im Zusammenhang mit erneuter Erkrankung nach einer nicht dauerhaft erfolgreichen Therapie verwendet.
Rekurrenz bedeutet z. B. in der Transplantationsmedizin das Wiederauftauchen einer Grunderkrankung nach einer erfolgreichen Transplantation, die das transplantierte Organ wiederum befällt. Beispiele sind die Rekurrenz eines Lupus erythematodes, einer primären Glomerulonephritis, Amyloidose, Kryoglobulinämie oder einer diabetischen Nephropathie. Die Häufigkeit des erneuten Auftretens der Grunderkrankung nach Transplantation wird als Rekurrenzrate angegeben.
In der Infektiologie bezeichnet die Rekurrenz besonders das regelmäßige Wiederauftreten von Infektionszeichen, z. B. eines Exanthems oder eines Fieberschubes. In Abgrenzung zu dauerhaftem Fieber (Continua) spricht man auch von rekurrentem Fieber beispielsweise bei Malaria, Sodoku und Rückfallfieber (Febris recurrens). Das Wiederauftreten von zuvor latenten Viruserkrankungen (z. B. bei Herpes-simplex-Viren, Cytomegalievirus oder Hepatitis-B-Virus) wird meist nicht als Rekurrenz, sondern als Reaktivierung bezeichnet.